# Cryptocorynetes elmorei
Espèce
Cryptocorynetes elmorei est une espèce de rémipèdes de la famille des Cryptocorynetidae.

## Distribution
Cette espèce est endémique des Bahamas. Elle se rencontre dans une grotte anchialine à Wyms Bight sur Eleuthera.

## Description
L'holotype mesure 11 mm.

## Étymologie
Cette espèce est nommée en l'honneur de Christopher Harris Elmore (1953-2008).

## Publication originale
- Hazerli, Koenemann & Iliffe, 2010 : Cryptocorynetes elmorei, a new species of Remipedia (Crustacea) from an anchialine cave on Eleuthera, Bahamas. Marine Biodiversity, vol. 40, no 2, p. 71-78 (texte intégral).